# BH90210
BH90210 är en amerikansk tv-serie som spelades in och först sändes 2019. Den kan beskrivas som en mockumentär.
Serien följer skådespelarna från serien Beverly Hills (1990–2000), som spelar överdrivna, fiktiva versioner av sig själva i ett sammanhang där de återförenas för att diskutera en potentiell uppföljare till originalserien. Deras karaktärer är inspirerade av deras egna privatliv.
Fox sände serien. I Sverige sänds serien på TV4 Play (ännu tillgänglig 2024). Serien lades ned efter en säsong.

## Karaktärer
Alla huvudskådespelare från Beverly Hills medverkar i serien, utom Luke Perry som avled 2019. Perry jobbade med Riverdale, men var tänkt att vara med i BH90210 som gästskådespelare. Shannen Doherty, som i originalserien spelade Brenda Walsh, har sagt att hon valde att vara med i BH90210 för att hedra Perry.

## Skådespelarna
Skådespelarna från originalserien som medverkade i BH90210.

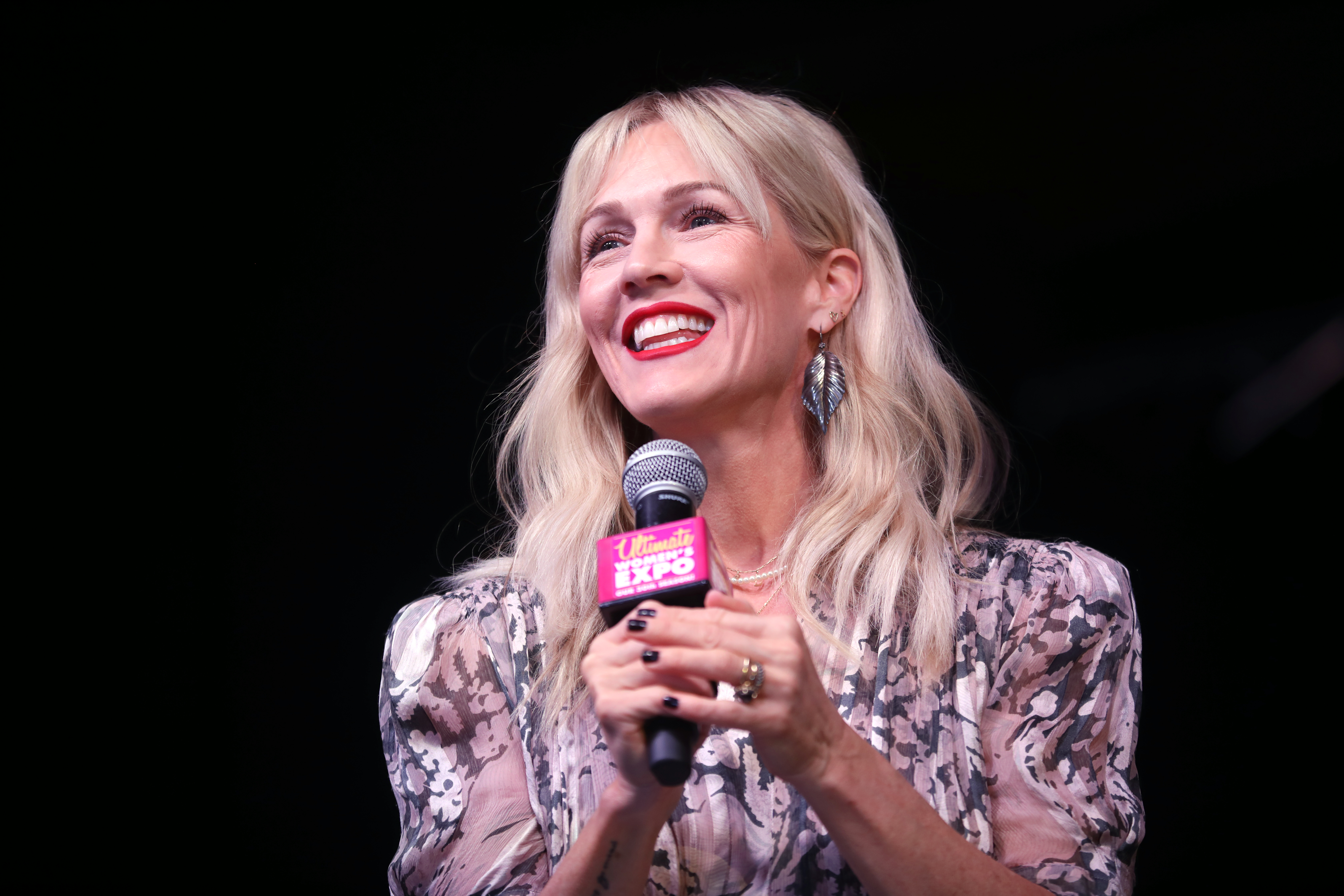
Jennie Garth.
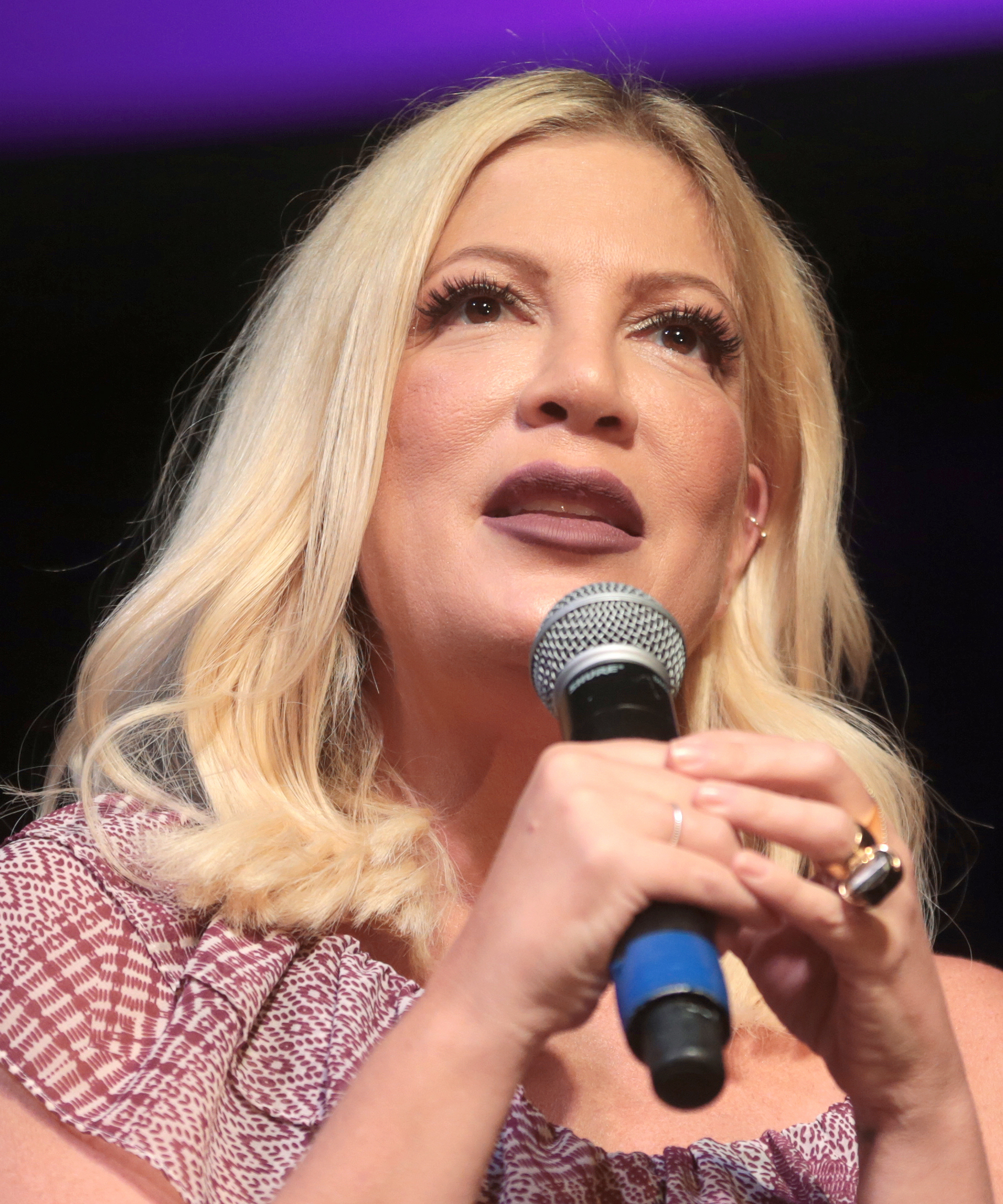
Tori Spelling.
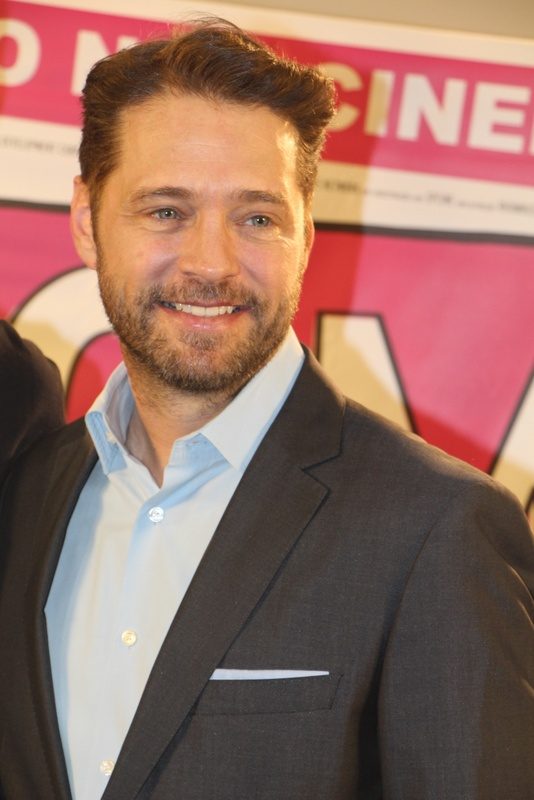
Jason Priestley.
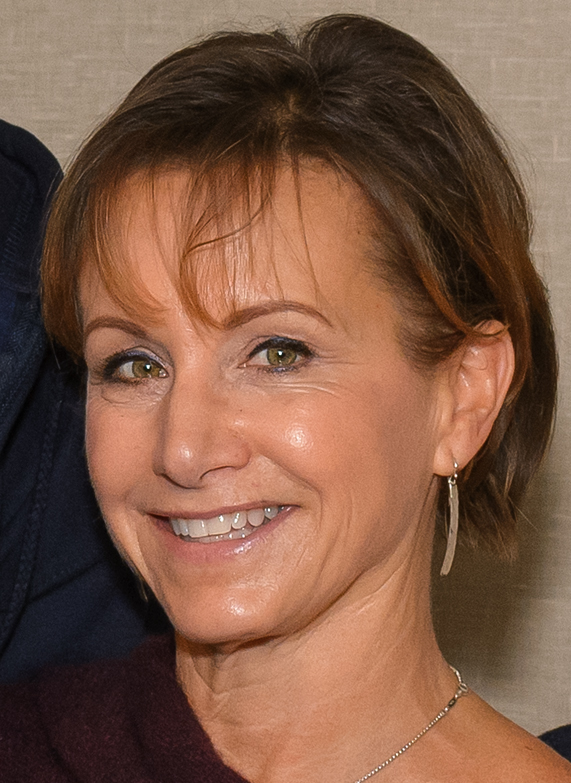
Gabrielle Carteris.
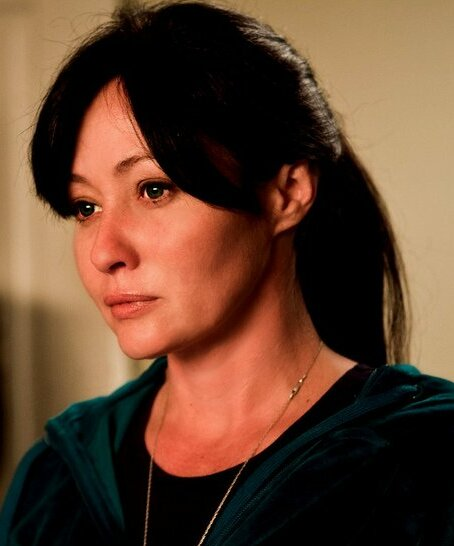
Shannen Doherty.
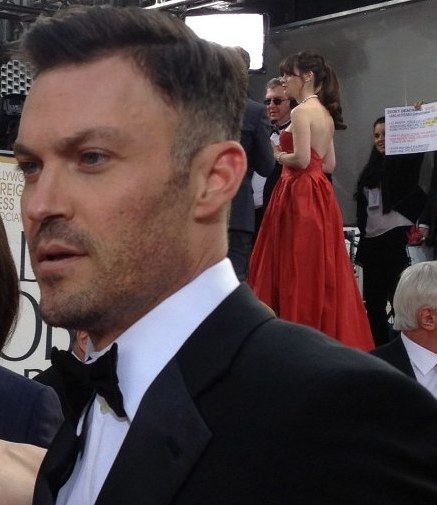
Brian Austin Green.
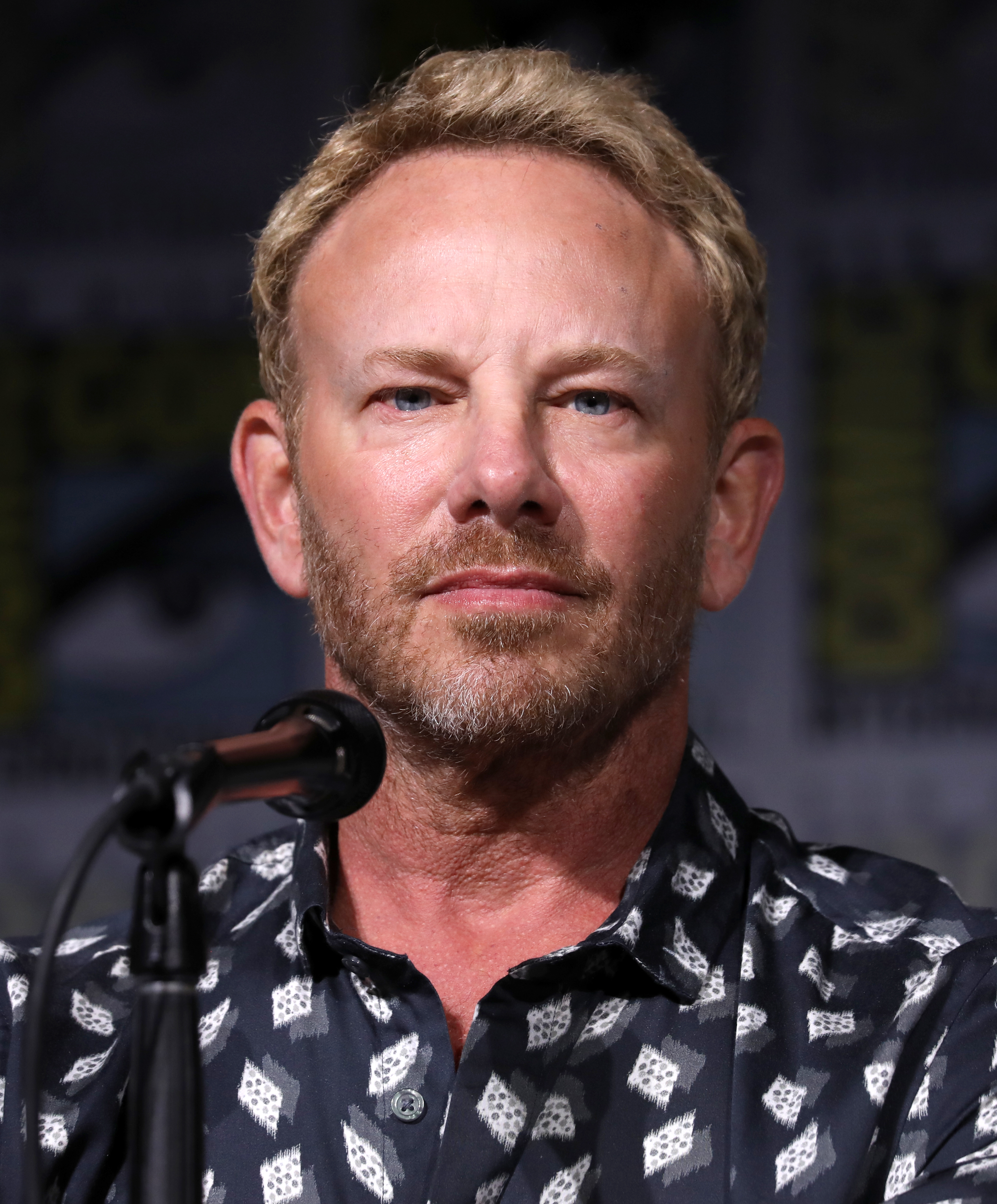
Ian Ziering.